# 奥尼翁河桥村
奥尼翁河桥村（法語：Pont-sur-l'Ognon，法語發音：[pɔ̃ syʁ lɔɲɔ̃]，意即“奧尼翁河上的桥”）是法国上索恩省的一个市镇，属于吕尔区。

## 地理
奥尼翁河桥村（47°31'16"N, 6°23'16"E）面积4.16 平方千米，位于法国勃艮第-弗朗什-孔泰大區上索恩省，该省份为法国东部内陆省份，北起顺时针与孚日省、贝尔福地区省、杜省、汝拉省、科多尔省和上马恩省接壤。
与奥尼翁河桥村接壤的市镇（或旧市镇、城区）包括：欧特雷勒韦、博纳勒、屈布里亚勒、屈布里、鲁日蒙、沙塞莱蒙博宗、莱马尼。

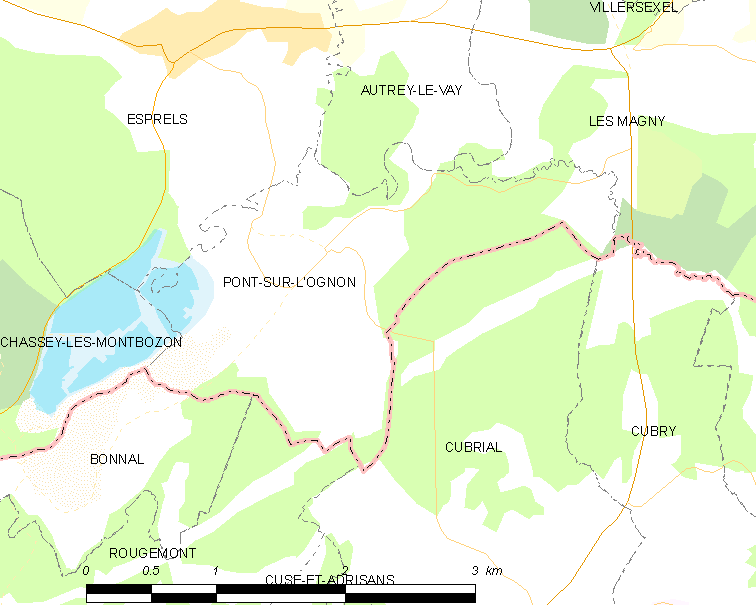
奥尼翁河桥村的OSM定位图

奥尼翁河桥村的时区为UTC+01:00、UTC+02:00（夏令时）。

## 行政
奥尼翁河桥村的邮政编码为70110，INSEE市镇编码为70420。

## 政治
奥尼翁河桥村所属的省级选区为维莱塞克塞勒县。

## 人口

1962-2008年间奥尼翁河桥村人口变化图示

奥尼翁河桥村于2022年1月1日时的人口数量为59人。